# Межгорный (Челябинская область)
Межго́рный — посёлок в Саткинском районе Челябинской области России. Входит в состав Бакальского городского поселения.
Рядом с посёлком протекают реки Большой Бакал и Малая Сатка. Окружён хребтом Макарушкиным, горами Танюшиной, Сергеевой и Ельничной.

## Население
| 2002 | 2010 |
| ---- | ---- |
| 31   | ↘21  |

По данным Всероссийской переписи, в 2010 году численность населения посёлка составляла 21 человек (11 мужчин и 10 женщин).

## Уличная сеть
Уличная сеть посёлка состоит из 1 улицы.